# Aeropuerto Internacional de São Paulo-Guarulhos
El Aeropuerto Internacional de São Paulo – Governador André Franco Montoro  (IATA: GRU, OACI: SBGR), conocido también como Aeropuerto Internacional de Cumbica, es un aeropuerto internacional brasileño ubicado en el municipio de Guarulhos, en el Estado de São Paulo. Es uno de los dos aeropuertos que sirven directamente a la región de São Paulo, en conjunto con el Aeropuerto de Congonhas.
Guarulhos es el aeropuerto de mayor movimiento en Brasil y el segundo en América Latina solamente detrás del Aeropuerto Internacional de la Ciudad de México, pasando por el mismo 42 millones de pasajeros en 2018. En transporte de carga, es el segundo en Latinoamérica tras el Aeropuerto Internacional El Dorado de Bogotá, Colombia. Es el único aeropuerto en América del Sur que recibe los A380 de Emirates, con 7 frecuencias a la semana.
En 2017, la empresa OAG lo consideró el segundo mejor en puntualidad del mundo y el primero en América Latina, una posición por encima de la alcanzada el año anterior. En 2019, logró las mismas clasificaciones en una encuesta realizada por FlightStats. En 2021, fue elegido por el estudio de Club Med como uno de los 35 mejores del mundo para escalas largas.
En cuanto a conectividad, es el aeropuerto mejor conectado de América Latina por cantidad de destinos y países servidos. Es la terminal sudamericana que recibe mayor número de aerolíneas extranjeras y, en muchos casos, el único destino latinoamericano para muchas de ellas. 
Es el HUB de LATAM Brasil y lo fue de Avianca Brasil. Además, está considerado como la puerta de entrada a Sudamérica desde Medio Oriente, ya que posee vuelos sin escalas desde y hacia esa región, como por ejemplo vuelos a Turquía, Emiratos Árabes Unidos, Catar e Israel. Por otro lado, tiene la mayor oferta de vuelos y destinos entre Latinoamérica y Europa.

## Historia
El aeropuerto comenzó a construirse en 1980, en el terreno de la base aérea de São Paulo (edificada en 1940 gracias a la Segunda Guerra Mundial), y fue inaugurado en 1985. Con tres terminales (T1, T2 y T3), tiene una extensión de 14 millones de metros cuadrados, y una capacidad total de 48 millones de pasajeros al año. Actualmente da servicio a 36 líneas aéreas que van a 28 países y 75 ciudades de Brasil y del mundo. Recibe vuelos del continente americano, Europa, África y Asia. Está conectado con la Red Metropolitana de Transporte de São Paulo (Metro de São Paulo) a través de Línea 13 - Jade.

## Características
En 2007, pasaron por este aeropuerto 18,8 millones de pasajeros y en 2008 superó por primera vez en su historia la barrera de los 20 millones de pasajeros. En 2012, Guarulhos recibió 32 177 594 pasajeros.
Los cuatro aeropuertos que dan servicio a la ciudad de São Paulo, Brasil, suman entre todos un tráfico de más de 58 millones de pasajeros por año (2012). La mayor parte del tráfico de Congonhas es solo doméstico. El aeropuerto de Viracopos está más orientado a la carga y mensajería (aunque sea el hub de la aerolínea de bajo custo Azul y tenga vuelos internacionales de pasajeros a Portugal y Argentina), y el aeropuerto de Campo de Marte está dedicado a taxi aéreo, aviación privada y ejecutiva, así como a actividad policial y militar.
En 2010, se convirtió en el aeropuerto con mayor tráfico de pasajeros de Latinoamérica, sobrepasando al Aeropuerto Internacional de la Ciudad de México.
También, durante febrero de 2010, un Antonov An-225 aterrizó en una de las pistas del aeropuerto de manera «sorpresiva» para los pasajeros que se encontraban en las terminales.
El aeropuerto está ubicado en un área que se ve constantemente afectada por problemas con la niebla. Es muy común que el aeropuerto permanezca cerrado durante las primeras horas de la mañana, momento de día propenso para la aparición de este fenómeno.

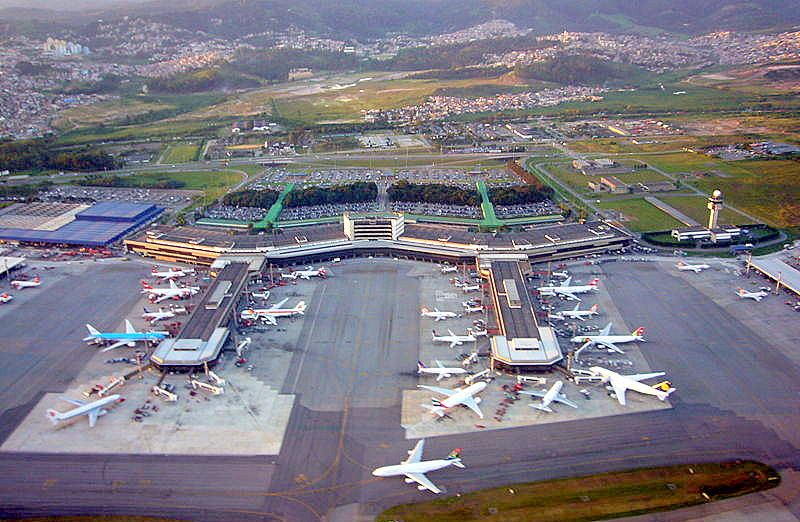
Vista panorámica de la Terminal 2.

Desde 2012, Guarulhos pasó a ser administrado por el grupo GRU Airport, que ganó una licitación millonaria para modernizar y controlar por 20 años el aeropuerto más importante de Latinoamérica. El nuevo T3 de Guarulhos ya fue puesta en operación, convirtiendo en la terminal más moderna del aeropuerto, antes del principio de la Copa del Mundo, con nuevas y modernas estructuras para vuelos intercontinentales, que puede ser alcanzada a pie desde la terminal T2 una vez se han pasado los controles de emigración o cuando se está en tránsito.
La Sala VIP de Star Alliance en la T3 se constituye, para el 2018, en la sala VIP internacional más moderna de Latinoamérica, aunque superada por la sala VIP nacional, de categoría Platinum del Aeropuerto el Dorado de Colombia.

### Torre de control
La actual torre de control del aeropuerto ha sufrido una severa reforma que se completó en 2004. Durante el período hicieron algunas mejoras, el control del tráfico aéreo del aeropuerto fue trasladado a una habitación en el edificio administrativo del aeropuerto, en el anexo de la terminal 1 y 2, el patio para el estacionamiento de las aeronaves "H".
Entre las mejoras en la infraestructura, están el segundo ascensor para acceder a la parte superior de la torre, todo el equipo de sistemas de control se sustituyeron por digitales borde fungibles que hizo innecesario el uso de papel o cualquier otra herramienta que no sean ordenadores. El control del Plan de Vuelo, la comunicación, información meteorológica, la iluminación y el seguimiento de ayuda a la navegación aérea se hacen directamente en las computadoras con pantallas táctiles.

## Acceso

### Por carretera

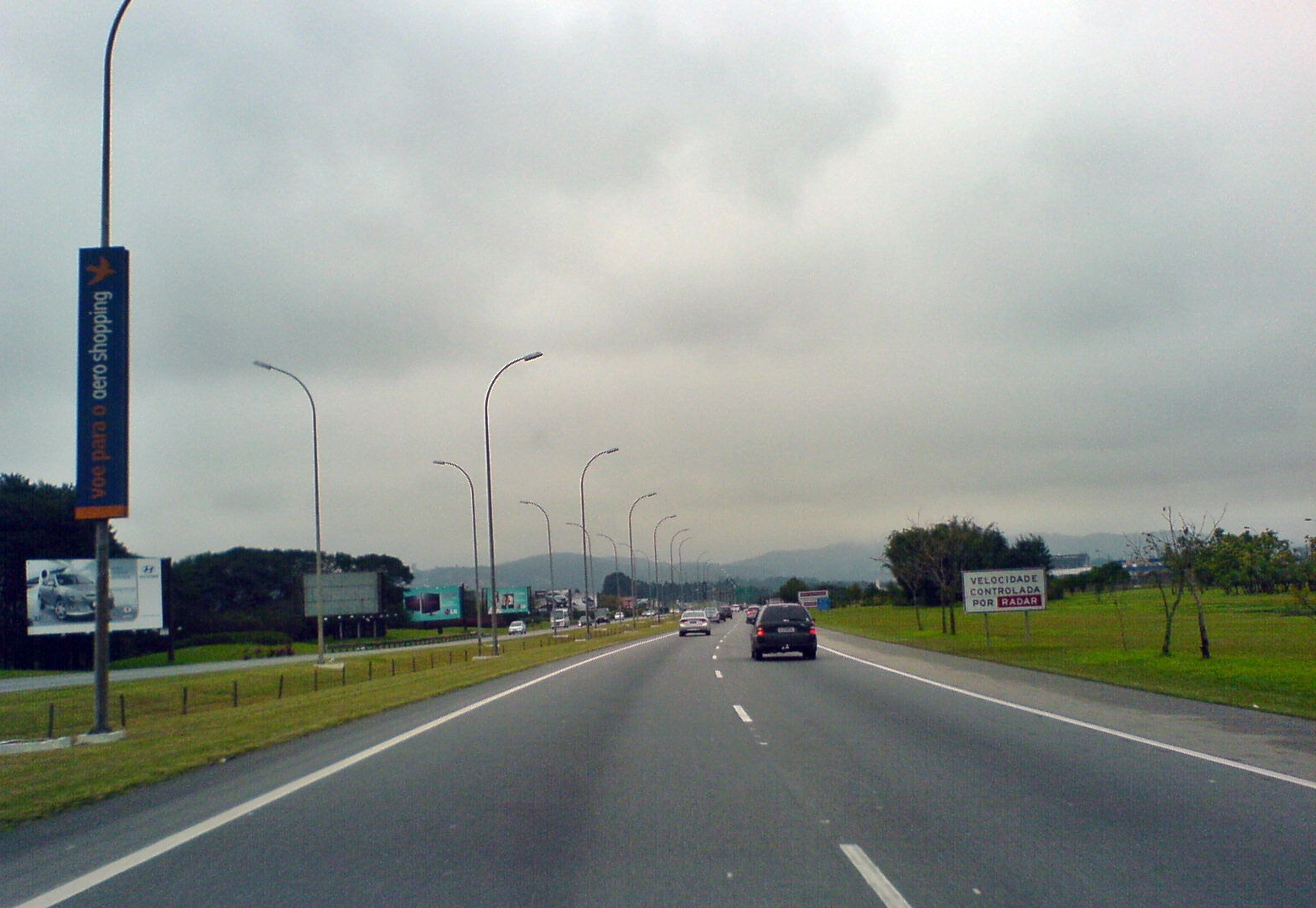
Rodovia Helio Smidt (SP-19)

A través de la Rodovia Presidente Dutra o la Rodovia Ayrton Senna se accede a la Rodovia Helio Smidt. Los residentes de Guarulhos tienen acceso a Helio Smidt a través de la Avenida Monteiro Lobato. El aeropuerto cuenta con un estacionamiento interno que funciona las 24 horas del día. Hay cerca de cuatro mil plazas distribuidas en el estacionamiento principal y en la terminal 4. Además, la Terminal 3 cuenta con un edificio-garaje con capacidad para 2.600 plazas en ocho pisos, ocupando un área de 89 mil metros cuadrados. En total, el complejo aeroportuario ofrece cerca de siete mil plazas de estacionamiento.

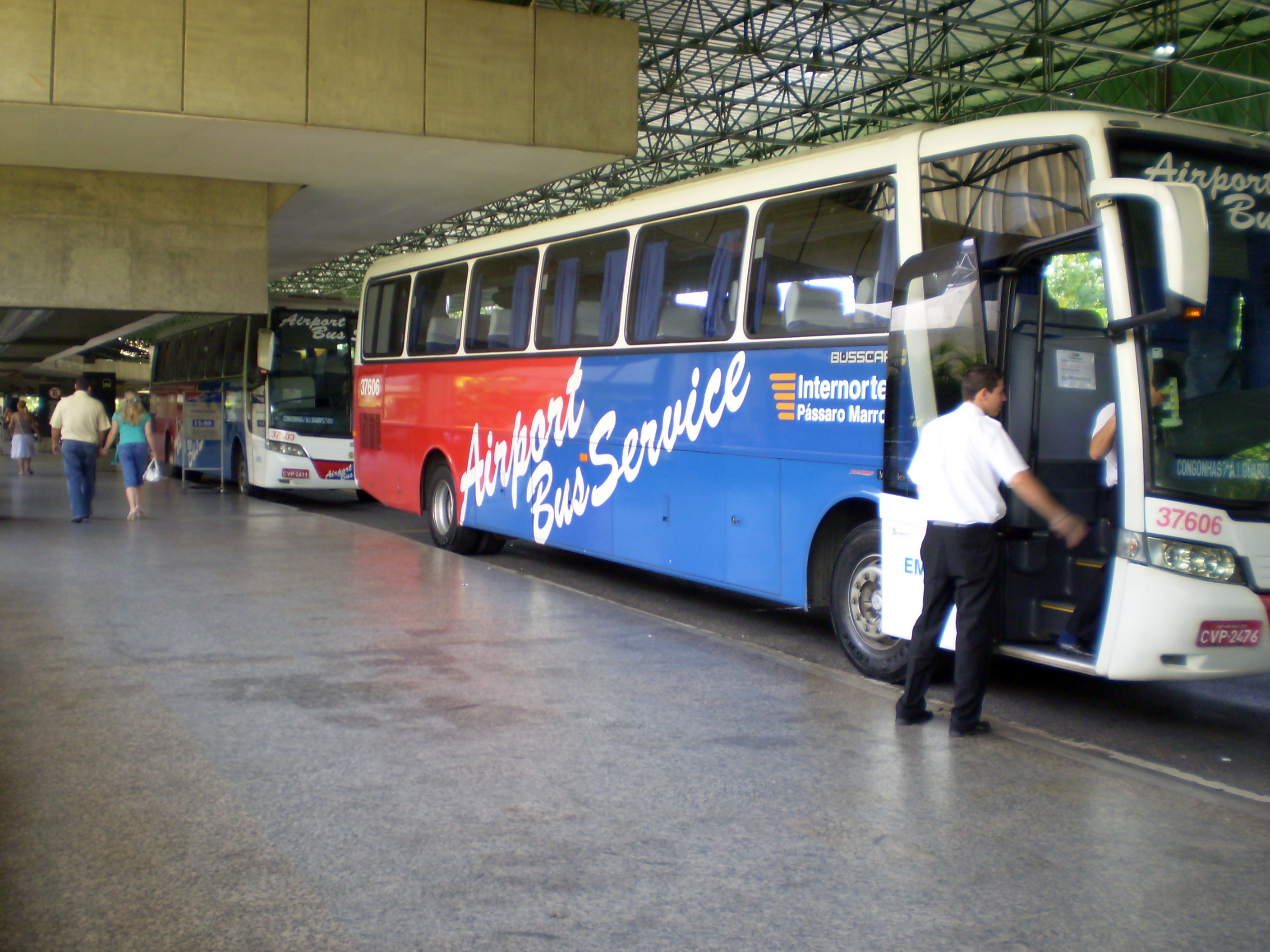
Autobús del servicio Airport Bus Service operado por el Consórcio Internorte

Diversas empresas de autobuses ofrecen líneas que conectan otras ciudades con el Aeropuerto de Cumbica. El servicio de líneas Airport Bus Service administrado por la Empresa Metropolitana de Transportes Urbanos de São Paulo (EMTU) del estado de São Paulo es operado por el Consórcio Internorte y ofrece transporte en autobuses de clase ejecutiva entre el Aeropuerto de Guarulhos al Aeropuerto de Congonhas/São Paulo y la Terminal de Ómnibus Tietê, la Terminal de Autobuses de Barra Funda, Itaim Bibi, la Praça da República, y el circuito de hoteles de la Avenida Paulista y Rua Augusta. El Consórcio Internorte ofrece además una línea operada con autobuses urbanos con un precio más bajo (aproximadamente un décimo), que conecta la Estação Tatuapé (piso inferior, de los autobuses) con el aeropuerto de Cumbica.
Guarucoop, una cooperativa de taxistas del municipio de Guarulhos, tiene la concesión de Infraero para operar exclusivamente las zonas de taxi del aeropuerto. Los servicios ofrecidos tienen tarifas fijas para todos los barrios de São Paulo y las principales ciudades del país, cuentan con conductores y recepcionistas, atienden todos los días de la semana las 24 horas y aceptan pagos en efectivo (moneda local-dólar-euro) y todas las tarjetas de crédito. La flota cuenta con 653 vehículos con cuatro puertas y aire acondicionado.

### Por ferrocarril

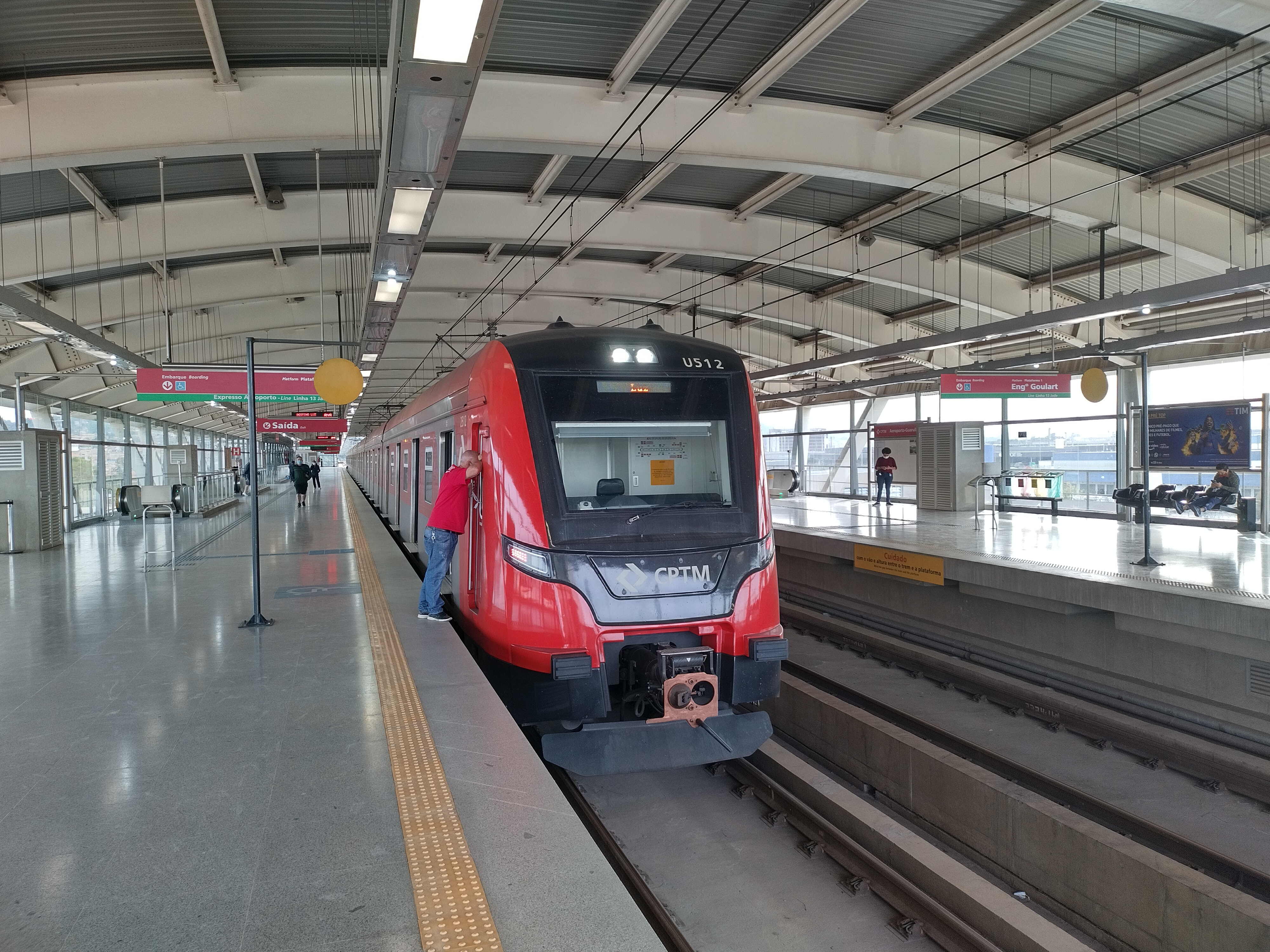
La Estación Aeroporto–Guarulhos de la CPTM

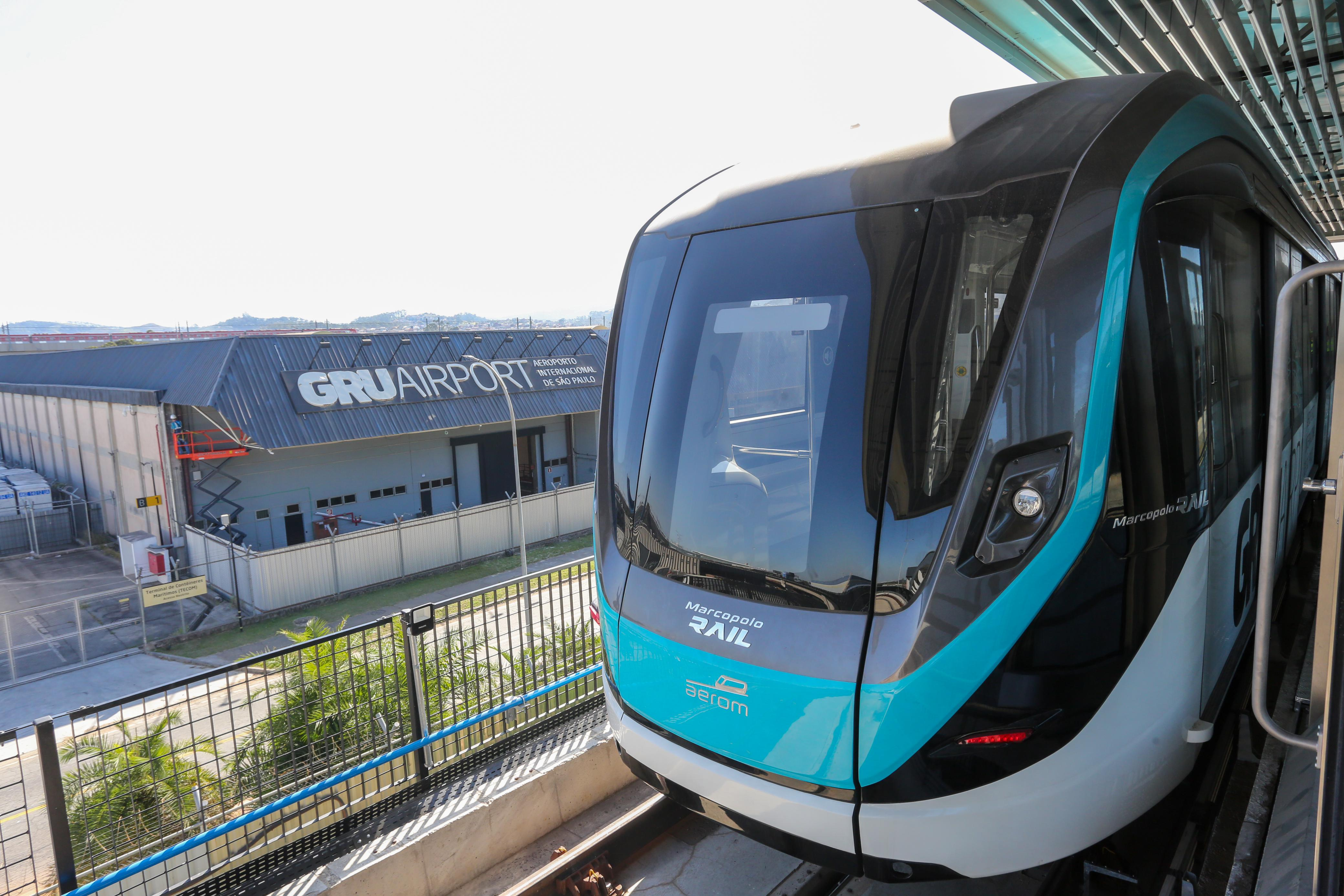
Aeromóvel que interconecta los 3 terminales con la estación de tren de la Línea 13-Jade

El Aeropuerto Internacional de São Paulo/Guarulhos (GRU) fue el primero entre los grandes centros aeroportuarios de Sudamérica (como Buenos Aires-Ezeiza, Santiago de Chile, Lima, Bogotá y Río de Janeiro-Galeão) en tener una conexión directa por red de vías férreas, con la inauguración de la Línea 13-Jade de la CPTM en marzo de 2018. Contrastando con otros grandes aeropuertos de la región que, hasta la fecha, todavía dependen mayoritariamente de autobuses o taxis para acceder al transporte ferroviario/metroviario, o tienen proyectos de conexión por vías férreas aún en fase de planificación o construcción.

La Línea 13-Jade de la Companhia Paulista de Trens Metropolitanos (CPTM) sirve de acceso al aeropuerto a través de la Estación Aeroporto–Guarulhos. La Línea 13-Jade también cuenta con un servicio expreso llamado Expresso Aeroporto, que interconecta la Estación Aeroporto–Guarulhos con la Terminal de Autobuses Interestatal de Barra Funda, pasando por Luz y Brás.
 Además, existen estaciones del Metro de São Paulo que tienen una conexión directa de autobuses ejecutivos al aeropuerto, que son Portuguesa-Tietê (Línea 1-Azul), República (Línea 3-Roja y Línea 4-Amarilla), y Barra Funda y Tatuapé, estas en la Línea 3-Roja.
El Aeromóvel do Aeroporto de Guarulhos es una línea de tren hectométrico en el aeropuerto de Guarulhos que conecta la estación de tren con las tres terminales del aeropuerto. La línea tiene una extensión de aproximadamente 2,7 km (1,7 mi) y 4 estaciones, comenzando en la estación Aeropuerto–Guarulhos de la Línea 13-Jade y deteniéndose en cada una de las terminales aeroportuarias. El 8 de septiembre de 2021, el entonces ministro de Infraestructura Tarcísio de Freitas firmó el contrato para la construcción del people mover, con finalización prevista para julio de 2025.

## Aerolíneas y destinos
El Aeropuerto Internacional de Guarulhos tiene 3 terminales de pasajeros y 5 terminales de carga. Las terminales de pasajeros están en realidad en el mismo edificio, por lo que no hay demasiados inconvenientes en el desplazamiento entre ambas.
| Destinos por aerolínea                        | Destinos por aerolínea | Destinos por aerolínea |
| Aerolíneas                                    | Ciudades | Alianza                |
| --------------------------------------------- | --- | ---------------------- |
| Azul Líneas Aéreas 9 destinos                 | Nacionales: (8) Belém / Belo Horizonte / Cuiabá / Curitiba / Juazeiro do Norte / Porto Alegre / Recife / Río de Janeiro Internacional: (1) Punta del Este | N/A                    |

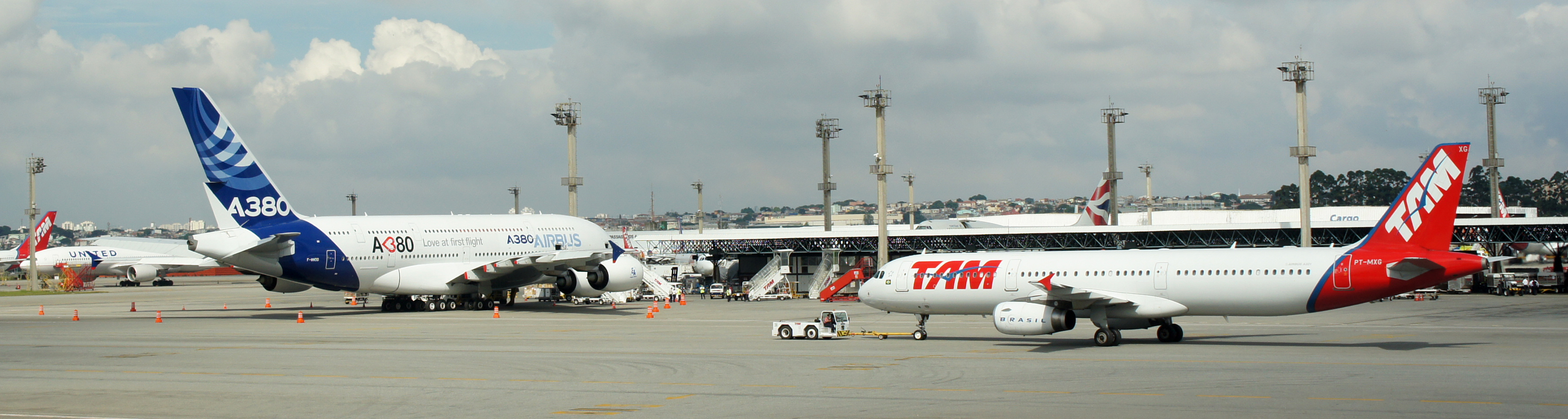
Airbus A380 y Airbus A321 en el Aeropuerto Internacional de São Paulo-Guarulhos

| Gol Linhas Aéreas 42 destinos                 | Nacionales: (31) Aracaju / Belém / Belo Horizonte / Brasilia / Campo Grande / Chapecó / Cuiabá / Curitiba / Florianópolis / Fortaleza / Foz do Iguaçu / Goiânia / João Pessoa / Juazeiro do Norte / Londrina / Maceió / Manaos / Maringá / Natal / Navegantes /Pelotas/Petrolina / Porto Alegre / Porto Seguro / Recife / Río de Janeiro-GIG / Río de Janeiro / Salvador de Bahía / São Luís / Teresina / Uberlândia / Vitória Internacionales: (11) Asunción / Buenos Aires / Caracas / Córdoba / Mendoza / Montevideo / Punta Cana / Punta del Este (Inicia 21 de diciembre del 2025), Rosario / Oranjestad / San José / Santa Cruz de la Sierra | N/A                    |
| LATAM Brasil 54 destinos                      | Nacionales: (30) Aracaju / Belém / Belo Horizonte / Brasilia / Campo Grande / Cuiabá / Curitiba / Florianópolis / Fortaleza / Foz do Iguaçu / Goiânia / Ilhéus / Jaguaruna / João Pessoa / Joinville / Londrina / Maceió / Manaos / Natal / Navegantes / Porto Alegre / Porto Seguro / Porto Velho / Recife / Río de Janeiro-GIG / Salvador de Bahía / São Luís / Teresina / Uberlândia / Vitória Internacionales: (25) Barcelona / Boston / Buenos Aires / Ciudad de México / Córdoba (Inicia 26 de octubre del 2025) / Fráncfort / Johannesburgo / Lima / Lisboa / Londres / Los Ángeles / Madrid / Mendoza / Miami / Milán / Montevideo / Nueva York / Orlando / París / Puerto Argentino/Stanley-MPN / Punta del Este / Rosario (inicia 30 de diciembre del 2025) / Santa Cruz de la Sierra / Santiago de Chile | N/A                    |
| Voepass Líneas Aéreas 1 destino               | Nacional: (1) Ribeirão Preto | N/A                    |
| Aerolíneas Argentinas 7 destinos              | Internacionales: (8) Buenos Aires / Córdoba / El Calafate / Mendoza / Salta / San Carlos de Bariloche / San Miguel de Tucumán / Santiago de Chile (vía AEP) | SkyTeam                |
| Aeroméxico 1 destino                          | Internacional: (1) Ciudad de México | SkyTeam                |
| Air Canada 3 destinos                         | Internacionales: (3) Buenos Aires / Toronto / Montreal | Star Alliance          |
| Air China 2 destinos                          | Internacionales: (2) Madrid, Pekín | Star Alliance          |
| Air Europa 1 destino                          | Internacional: (1) Madrid | SkyTeam                |
| Air France 1 destino                          | Internacional: (1) París | SkyTeam                |
| American Airlines 3 destinos                  | Internacionales: (3) Dallas-Fort Worth / Miami / Nueva York | Oneworld               |
| Arajet 1 destino                              | Internacional: (1) Punta Cana | N/A                    |
| Avianca 2 destinos                            | Internacionales: (2) Bogotá / Medellín | Star Alliance          |
| Boliviana de Aviación 1 destino               | Internacional: (1) Santa Cruz de la Sierra | N/A                    |
| British Airways 1 destino                     | Internacional: (1) Londres | Oneworld               |
| Copa Airlines 1 destino                       | Internacional: (1) Ciudad de Panamá | Star Alliance          |
| Delta Air Lines 2 destinos                    | Internacionales: (2) Atlanta / Nueva York | SkyTeam                |
| Emirates 1 destino                            | Internacional: (1) Dubái | N/A                    |
| Ethiopian Airlines 2 destinos                 | Internacionales: (2) Adís Abeba / Buenos Aires | Star Alliance          |
| Flybondi 1 destino                            | Internacional: (1) Buenos Aires-EZE | N/A                    |
| Iberia 1 destino                              | Internacional: (1) Madrid | Oneworld               |
| ITA Airways 1 destino                         | Internacional: (1) Roma | SkyTeam                |
| JetSMART 1 destino                            | Internacional: (1) Santiago de Chile | N/A                    |
| KLM 1 destino                                 | Internacional: (1) Ámsterdam | SkyTeam                |
| LATAM Airlines 2 destinos                     | Internacionales: (2) París / Santiago de Chile | N/A                    |
| LATAM Colombia 1 destino                      | Internacional: (1) Bogotá | N/A                    |
| LATAM Paraguay 1 destino                      | Internacional: (1) Asunción | N/A                    |
| LATAM Perú 1 destino                          | Internacional: (1) Lima | N/A                    |
| Lufthansa 2 destinos                          | Internacionales: (2) Fráncfort / Múnich | Star Alliance          |
| Qatar Airways 1 destino                       | Internacional: (1) Doha | Oneworld               |
| Royal Air Maroc 1 destino                     | Internacional: (1) Casablanca | Oneworld               |
| Sky Airline 1 destino                         | Internacional: (1) Santiago de Chile | N/A                    |
| Sky Airline Perú 1 destino                    | Internacional: (1) Lima | N/A                    |
| South African Airways 2 destinos              | Internacionales: (2) Ciudad del Cabo / Johannesburgo | Star Alliance          |
| Swiss International Airlines 1 destino        | Internacional: (1) Zúrich | Star Alliance          |
| TAAG Angola Airlines 1 destino                | Internacional: (1) Luanda | N/A                    |
| TAP Portugal 2 destinos                       | Internacionales: (2) Lisboa / Oporto | Star Alliance          |
| Turkish Airlines 2 destinos                   | Internacionales: (3) Buenos Aires / Estambul / Santiago de Chile | Star Alliance          |
| United Airlines 4 destinos                    | Internacionales: (4) Chicago / Houston / Newark / Washington D. C. | Star Alliance          |
| Total: 44 aerolíneas, alianzas, 4 continentes | |                        |

### Destinos internacionales
| Ciudades por países                          | Nombre del aeropuerto                                             | Aerolíneas                                                                                               | Aeronave                                                         | Frecuencias semanales                       |
| África                                       | África                                                            | África                                                                                                   | África                                                           | África                                      |
| -------------------------------------------- | ----------------------------------------------------------------- | --- | ---------------------------------------------------------------- | ------------------------------------------- |
| Angola                                       |                                                                   | |                                                                  |                                             |
| Luanda                                       | Aeropuerto Internacional Quatro de Fevereiro                      | TAAG Angola Airlines                                                                                     | B773                                                             | 7                                           |
| Etiopía                                      |                                                                   | |                                                                  |                                             |
| Adís Abeba                                   | Aeropuerto Internacional Bole                                     | Ethiopian Airlines                                                                                       | A359                                                             | 7                                           |
| Marruecos                                    |                                                                   | |                                                                  |                                             |
| Casablanca                                   | Aeropuerto Internacional Mohammed V                               | Royal Air Maroc                                                                                          | B788                                                             | 3                                           |
| Sudáfrica                                    |                                                                   | |                                                                  |                                             |
| Ciudad del Cabo                              | Aeropuerto Internacional de Ciudad del Cabo                       | South African Airways                                                                                    | A333                                                             | 2                                           |
| Johannesburgo                                | Aeropuerto Internacional de Johannesburgo-Oliver Reginald Tambo   | LATAM Brasil / South African Airways                                                                     | B789 / A333                                                      | 10                                          |
| Asia y Oriente Medio                         |                                                                   | |                                                                  |                                             |
| China                                        |                                                                   | |                                                                  |                                             |
| Pekín                                        | Aeropuerto Internacional de Pekín-Capital                         | Air China (Vía MAD)                                                                                      | B789                                                             | 2                                           |
| EAU                                          |                                                                   | |                                                                  |                                             |
| Dubái                                        | Aeropuerto Internacional de Dubái                                 | Emirates                                                                                                 | A380                                                             | 7                                           |
| Catar                                        |                                                                   | |                                                                  |                                             |
| Doha                                         | Aeropuerto Internacional Hamad                                    | Qatar Airways                                                                                            | B773 / A35K                                                      | 14                                          |
| Norteamérica                                 |                                                                   | |                                                                  |                                             |
| Canadá                                       |                                                                   | |                                                                  |                                             |
| Toronto                                      | Aeropuerto Internacional Toronto Pearson                          | Air Canada                                                                                               | B789                                                             | 7                                           |
| Montreal                                     | Aeropuerto Internacional Pierre Elliott Trudeau                   | Air Canada                                                                                               | B789                                                             | 7                                           |
| Estados Unidos                               |                                                                   | |                                                                  |                                             |
| Atlanta                                      | Aeropuerto Internacional Hartsfield-Jackson                       | Delta Air Lines                                                                                          | A333                                                             | 14                                          |
| Boston                                       | Aeropuerto Internacional Logan                                    | LATAM Brasil Delta Air Lines (Estacional)                                                                | B789 / A333                                                      | 3                                           |
| Chicago                                      | Aeropuerto Internacional O'Hare                                   | United Airlines                                                                                          | B78X                                                             | 7                                           |
| Dallas                                       | Aeropuerto Internacional de Dallas-Fort Worth                     | American Airlines                                                                                        | B789                                                             | 7                                           |
| Houston                                      | Aeropuerto Intercontinental George Bush                           | United Airlines                                                                                          | B772                                                             | 7                                           |
| Los Ángeles                                  | Aeropuerto Internacional de Los Ángeles                           | LATAM Brasil                                                                                             | B789                                                             | 4                                           |
| Miami                                        | Aeropuerto Internacional de Miami                                 | American Airlines / LATAM Brasil                                                                         | B772, B773 / B773                                                | 28                                          |
| Newark                                       | Aeropuerto Internacional Libertad de Newark                       | United Airlines                                                                                          | B772                                                             | 7                                           |
| Nueva York                                   | Aeropuerto Internacional John F. Kennedy                          | American Airlines / Delta Air Lines / LATAM Brasil                                                       | B773 / B764 / B789                                               | 17                                          |
| Orlando                                      | Aeropuerto Internacional de Orlando                               | LATAM Brasil                                                                                             | B789                                                             | 7                                           |
| Washington D. C.                             | Aeropuerto Internacional de Washington-Dulles                     | United Airlines                                                                                          | B764                                                             | 7                                           |
| México                                       |                                                                   | |                                                                  |                                             |
| Ciudad de México                             | Aeropuerto Internacional de la Ciudad de México                   | Aeroméxico / LATAM Brasil                                                                                | B789 / B789                                                      | 14                                          |
| Centroamérica y El Caribe                    |                                                                   | |                                                                  |                                             |
| Aruba                                        |                                                                   | |                                                                  |                                             |
| Oranjestad                                   | Aeropuerto Internacional Reina Beatrix                            | Gol Linhas Aéreas                                                                                        | B38M                                                             | 3                                           |
| Costa Rica                                   |                                                                   | |                                                                  |                                             |
| San José                                     | Aeropuerto Internacional Juan Santamaria                          | Gol Linhas Aéreas                                                                                        | B38M                                                             | 3                                           |
| Panamá                                       |                                                                   | |                                                                  |                                             |
| Ciudad de Panamá                             | Aeropuerto Internacional Tocumen                                  | Copa Airlines                                                                                            | B738, B39M                                                       | 38                                          |
| República Dominicana                         |                                                                   | |                                                                  |                                             |
| Punta Cana                                   | Aeropuerto Internacional de Punta Cana                            | Arajet / Gol Linhas Aéreas                                                                               | B38M                                                             | 7                                           |
| Suramérica                                   |                                                                   | |                                                                  |                                             |
| Argentina                                    |                                                                   | |                                                                  |                                             |
| Buenos Aires                                 | Aeropuerto Internacional Ministro Pistarini                       | Air Canada / Ethiopian / Flybondi / LATAM Brasil / Swiss International Airlines / Turkish Airlines       | B789 / B788 / B738 / A320 / B773 / A359                          | 77                                          |
| Buenos Aires                                 | Aeroparque Jorge Newbery                                          | Aerolíneas Argentinas / LATAM Brasil / Gol Linhas Aéreas                                                 | B738, B38M / A320 / B738, B38M                                   | 80                                          |
| Córdoba                                      | Aeropuerto Internacional Ingeniero Aeronáutico Ambrosio Taravella | Aerolíneas Argentinas / Gol Linhas Aéreas / LATAM Brasil (Reinicia 26 de octubre del 2025)               | B738 / B38M / B38M / A320                                        | 17 (24 a partir del 26 de octubre del 2025) |
| Mendoza                                      | Aeropuerto Internacional Gobernador Francisco Gabrielli           | Aerolíneas Argentinas / Gol Linhas Aéreas / LATAM Brasil                                                 | B738, B38M / B38M / A320                                         | 14                                          |
| Rosario                                      | Aeropuerto Internacional Rosario Islas Malvinas                   | LATAM Brasil (Inicia 30 de diciembre del 2025)                                                           | A320                                                             | 4                                           |
| Salta                                        | Aeropuerto Internacional de Salta Martín Miguel de Güemes         | Aerolíneas Argentinas                                                                                    | B738                                                             | 2                                           |
| San Carlos de Bariloche                      | Aeropuerto Internacional Teniente Luis Candelaria                 | Aerolíneas Argentinas / LATAM Brasil                                                                     | B738, B38M / A320                                                | 8                                           |
| San Martín de los Andes                      | Aeropuerto Chapelco                                               | Aerolíneas Argentinas (Vía AEP) (Estacional)                                                             | B738                                                             | 2                                           |
| Bolivia                                      |                                                                   | |                                                                  |                                             |
| Santa Cruz de la Sierra                      | Aeropuerto Internacional Viru Viru                                | Boliviana de Aviación / Gol Linhas Aéreas                                                                | B738 / B738                                                      | 18                                          |
| Cochabamba                                   | Aeropuerto Jorge Wilstermann                                      | Boliviana de Aviación                                                                                    | B738                                                             | 4                                           |
| Chile                                        |                                                                   | |                                                                  |                                             |
| Santiago de Chile                            | Aeropuerto Internacional Arturo Merino Benítez                    | Aerolíneas Argentinas (vía AEP) / JetSMART / LATAM Brasil / LATAM Chile / Sky Airline / Turkish Airlines | B738, / A320 / A320, A321, B788 / A320, A321, B788 / A320 / A359 | 128                                         |
| Colombia                                     |                                                                   | |                                                                  |                                             |
| Bogotá                                       | Aeropuerto Internacional El Dorado                                | Avianca / LATAM Colombia                                                                                 | A320N, B788 / A320                                               | 28                                          |
| Medellín                                     | Aeropuerto Internacional José María Córdova                       | Avianca                                                                                                  | A320                                                             | 3                                           |
| Paraguay                                     |                                                                   | |                                                                  |                                             |
| Asunción                                     | Aeropuerto Internacional Silvio Pettirossi                        | Gol Linhas Aéreas / LATAM Paraguay                                                                       | B738 / A320                                                      | 19                                          |
| Perú                                         |                                                                   | |                                                                  |                                             |
| Lima                                         | Aeropuerto Internacional Jorge Chávez                             | LATAM Brasil / LATAM Perú / Sky Airline Perú                                                             | A320 / A320, A320N / A320, A320 / A320, A320                     | 31                                          |
| Uruguay                                      |                                                                   | |                                                                  |                                             |
| Montevideo                                   | Aeropuerto Internacional de Carrasco                              | Gol Linhas Aéreas / LATAM Brasil                                                                         | B738, B38M / A320                                                | 18                                          |
| Punta del Este                               | Aeropuerto Internacional de Punta del Este                        | Azul Linhas Aéreas / Gol Linhas Aéreas (Inicia 21 de diciembre del 2025)                                 | E195 / B38M                                                      | 3 (5 a partir del 21 de diciembre del 2025) |
| Venezuela                                    |                                                                   | |                                                                  |                                             |
| Caracas                                      | Aeropuerto Internacional de Maiquetia Simón Bolívar               | Gol Linhas Aéreas                                                                                        | B38M                                                             | 4                                           |
| Europa                                       |                                                                   | |                                                                  |                                             |
| Alemania                                     |                                                                   | |                                                                  |                                             |
| Fráncfort del Meno                           | Aeropuerto de Fráncfort del Meno                                  | LATAM Brasil / Lufthansa                                                                                 | B773 / B748                                                      | 14                                          |
| Múnich                                       | Aeropuerto Internacional de Múnich-Franz Josef Strauss            | Lufthansa                                                                                                | A359                                                             | 3                                           |
| España                                       |                                                                   | |                                                                  |                                             |
| Barcelona                                    | Aeropuerto de Barcelona-El Prat                                   | LATAM Brasil                                                                                             | B773, B789                                                       | 7                                           |
| Madrid                                       | Aeropuerto de Madrid-Barajas                                      | Air Europa / Air China / LATAM Brasil / Iberia                                                           | B789 / B789 / B773, B789 / A332, A359                            | 37                                          |
| Francia                                      |                                                                   | |                                                                  |                                             |
| París                                        | Aeropuerto de París-Charles de Gaulle                             | Air France / LATAM Brasil                                                                                | A359, B773 / B789                                                | 28                                          |
| Italia                                       |                                                                   | |                                                                  |                                             |
| Milán                                        | Aeropuerto de Milán-Malpensa                                      | LATAM Brasil                                                                                             | B773                                                             | 6                                           |
| Roma                                         | Aeropuerto de Roma-Fiumicino                                      | LATAM Brasil / ITA Airways                                                                               | B773, B789 / A339, A359                                          | 19                                          |
| Países Bajos                                 |                                                                   | |                                                                  |                                             |
| Ámsterdam                                    | Aeropuerto de Ámsterdam-Schiphol                                  | KLM | B773                                                             | 7                                           |
| Portugal                                     |                                                                   | |                                                                  |                                             |
| Lisboa                                       | Aeropuerto de Lisboa                                              | LATAM Brasil / TAP Portugal                                                                              | B789, B773 / A339                                                | (17 a partir de 1 de febrero de 2025)       |
| Oporto                                       | Aeropuerto de Oporto-Francisco Sá Carneiro                        | TAP Portugal                                                                                             | A339                                                             | 7                                           |
| Reino Unido                                  |                                                                   | |                                                                  |                                             |
| Londres                                      | Aeropuerto de Londres-Heathrow                                    | British Airways / LATAM Brasil / Virgin Atlantic                                                         | A35K / B788, B773 / B789                                         | 21                                          |
| Suiza                                        |                                                                   | |                                                                  |                                             |
| Zúrich                                       | Aeropuerto Internacional de Zúrich                                | Swiss | B773                                                             | 7                                           |
| Turquía                                      |                                                                   | |                                                                  |                                             |
| Estambul                                     | Aeropuerto de Estambul                                            | Turkish Airlines                                                                                         | A359                                                             | 11                                          |
| Total: 55 destinos, 31 países, 37 aerolíneas |                                                                   | |                                                                  |                                             |

### Aerolíneas extintas
- AeroPerú (Lima)
- Aerolíneas Peruanas (Lima)
- Alitalia  (Roma)
- Avianca Perú (Lima)
- Aerosur (Cochabamba, La Paz, Santa Cruz de la Sierra)
- LaMia Santa Cruz de la Sierra-Rionegro Colombia Vuelo 2933 de LaMia
- Air Vias (vuelos nacionales chárter)
- America Air (Alfenas, Belo Horizonte, Juiz de Fora, Lins, Ourinhos, São José dos Campos)
- Avensa (Caracas)
- Avianca Brasil: (Vuelos nacionales / Bogotá, Miami, Nueva York, Santiago de Chile)
- BOAC (Barbados, Bermuda, Londres)
- Braniff International (Miami, Nueva York, Newark, Los Ángeles, San Francisco, Dallas, Kansas City, Mineápolis-St.Paul, México, Manaos, Lima)
- BRA Transportes Aéreos (vuelos nacionales / Colonia, Lisboa, Madrid, Milán, Oslo, Roma)
- British Caledonian (Londres)
- Canadian Airlines (Toronto - Fue adquirida por Air Canada)
- Fly Linhas Aéreas (Fortaleza, João Pessoa, Natal, Recife, Río de Janeiro)
- Ladeco (Arica, Iquique, Santiago de Chile - Fue adquirida por LAN Airlines)
- LAPSA: (Asunción, Ciudad del Este; ahora LATAM Paraguay)
- Lloyd Aéreo Boliviano (Cochabamba, La Paz, Santa Cruz de la Sierra)
- Mexicana de Aviación (Ciudad de México, Cancún)
- Pan Am (Miami, Nueva York JFK, Washington)
- Peruvian International Airways (Lima)
- PLUNA (Montevideo)
- Puma Air (Belém, Macapá)
- Sabena (Bruselas)
- Serviços Aéreos Cruzeiro do Sul (vuelos nacionales; fue adquirida por Varig)
- Swissair (Zúrich, Ginebra; reemplazada por Swiss International Air Lines)
- TABA (vuelos nacionales)
- TAME: (Guayaquil / Quito / Lima)
- Transbrasil (vuelos nacionales)
- Uair (Montevideo)
- Varig (vuelos nacionales e internacionales; fue adquirida por Gol Linhas Aéreas)
- VASP (vuelos nacionales / Atenas, Barcelona, Bruselas, Buenos Aires, Casablanca, Fráncfort, Los Ángeles, Miami, Nueva York, Osaka, Quito, San Francisco, Seoul, Toronto, Zúrich)
- Viasa (Caracas)
- Webjet (Brasilia, Fortaleza, Natal, Porto Alegre, Río de Janeiro, Salvador de Bahía; fue adquirida por Gol Linhas Aéreas)
- LATAM Argentina (Ezeiza)
- Viva Air Colombia (Medellín)

#### Aerolíneas operativas
- Aeroflot: (Luxemburgo / Moscú)
- American Airlines: (Los Ángeles)
- Arajet: (Santo Domingo)
- Avianca Costa Rica: (Guayaquil / San José)
- British Airways: (Ezeiza)
- Cubana de Aviación: (La Habana)
- Delta Air Lines: (Detroit / Orlando)
- Egyptair: (El Cairo)
- El Al: (Tel Aviv)
- Emirates: (Santiago de Chile)
- Ethiopian Airlines: (Lomé)
- Etihad Airways: (Abu Dhabi)
- Gol Linhas Aéreas: (Ezeiza / Lima / Oranjestad / Punta del Este / Quito / San Carlos de Bariloche / Santiago de Chile / Santo Domingo / Willemstad)
- Korean Air: (Los Ángeles / Seúl)
- LATAM Airlines: (Tel Aviv)
- LATAM Brasil: (Bogotá / Caracas / Cochabamba / Córdoba / Iquique / La Paz / Rosario / San Miguel de Tucumán)
- LATAM Paraguay: (Ciudad del Este)
- Lufthansa: (Ezeiza / Santiago de Chile)
- Middle East Airlines: (Beirut)
- Paranair: (Asunción)
- Qatar Airways: (Ezeiza)
- Singapore Airlines: (Barcelona / Singapur)
- Swiss International Air Lines: (Santiago de Chile)

## Estadísticas
| Año  | Pasajeros  | Carga (t) |
| ---- | ---------- | --------- |
| 2004 | 12 940 193 | 435 594   |
| 2005 | 16 855 026 | 470 944   |
| 2006 | 16 580 842 | 419 848   |
| 2007 | 19 560 963 | 424 157   |
| 2008 | 20 997 813 | 425 884   |
| 2009 | 21 727 649 | 351 788   |
| 2010 | 26 849 185 | 384 587   |
| 2011 | 29 964 108 | 465 255   |
| 2012 | 32 177 594 | 448 274   |
| 2013 | 36 460 923 | 343 784   |
| 2014 | 39 573 000 | 339 828   |
| 2015 | 38 985 000 |           |
| 2016 | 36 596 326 |           |
| 2017 | 37 744 000 |           |
| 2018 | 42 831 981 |           |
| 2019 | 43 002 119 |           |
| 2020 | 20 322 520 |           |
| 2021 | 24 170 612 |           |
| 2022 | 34 480 706 |           |
| 2023 | 41 307 915 |           |
| 2024 |            |           |